# NGC 5841
NGC 5841 este o galaxie lenticulară situată în constelația Fecioara. A fost descoperită în 6 mai 1862 de către Heinrich Louis d'Arrest. Se află la o distanță de 19,71 megaparseci de Pământ.